# Odznaka Honorowa Zasłużonego dla Warszawy
Odznaka Honorowa Zasłużonego dla Warszawy – odznaczenie przyznawane osobom fizycznym, osobom prawnym, jednostkom organizacyjnym lub innym podmiotom wyróżniającym się działalnością na rzecz Warszawy. Odznaka ta jest kontynuacją wyróżnienia Zasłużony dla Warszawy.

## Charakterystyka
„Odznaka Honorowa Zasłużonego dla Warszawy” została ustanowiona uchwałą nr XLVII/1130/2017 z dnia 6 kwietnia 2017 roku. Zasady przyznawania odznaki reguluje § 6 Statutu m.st. Warszawy (uchwała nr XXII/743/2008 10 stycznia 2008 r.) oraz uchwała Rady m.st. Warszawy nr XLVII/1130/2017 z dnia 6 kwietnia 2017 roku w sprawie ustanowienia Odznaki Honorowej Zasłużonego dla Warszawy, ustalenia jej wzoru oraz zasad i trybu jej nadawania i noszenia. 

## Wygląd
Odznaka ma wygląd starej srebrnej odznaki honorowej „Za Zasługi dla Warszawy” zaprojektowanej przez Witolda Janowskiego w 1960.
Odznakę wykonuje się w metalu srebrzonym i oksydowanym, w kształcie przypinanego poprzecznie stylizowanego liścia wawrzynu o wymiarach 40 mm długości i 19,5 mm szerokości, z widniejącą na jego środku trójkątną tarczą herbową z wypukłym wizerunkiem Syreny z najstarszej pieczęci Warszawy, z wypukłym, okalającym herb podwójnym perełkowym otokiem, w którym umieszcza się majuskułowy, wypukły napis u góry: ZA ZASŁUGI, a u dołu: DLA WARSZAWY, strona odwrotna gładka, z zapięciem agrafkowym.

## Odznaczeni
Od kwietnia 2017 do lipca 2020 nadano prawie 250 odznak.